# Pyronemataceae
Pyronemataceae es una familia de hongos en el orden Pezizales. Es la familia más grande de Pezizales, abarcarcando 75 géneros y 500 especies aproximadamente. Los análisis filogenéticos recientes no son compatibles con las clasificaciones anteriores de esta familia, y sugieren que la familia no es monofilética, como se encuentra actualmente circunscrita.

## Morfología
Los miembros de la familia son diversos en forma ascomatal o cleistotecial. Los taxones individuales pueden ser sésiles (sin estipe) o con pequeño estipe, cupulados (en forma de copa), discoides (en forma de disco), pulvinados (en forma de cojín) o con apotecios epiginos turbinados (en forma de turbante). Además, los taxones pueden ser subhipogeos a hipogeos con ascomata cerrada, doblada o sólida. La apotecia puede variar en tamaño desde menos de 1 mm hasta 12 cm de diámetro, y puede ser de color brillante debido a los pigmentos carotenoides. Los géneros de las Pyronemataceae carecen de características macroscópicas o microscópicas unificadoras; esta falta de caracteres de unión ha llevado a varios autores a proponer una variedad de esquemas de clasificación.

## Géneros
Esta lista de géneros de la familia Pyronemataceae está basada en el Esquema de Ascomycota (Outline of Ascomycota, fechada el 31 de diciembre de 2007), y en artículos publicados desde entonces:
- Acervus,
- Aleuria,
- Aleurina,
- Anthracobia,
- Aparaphysaria,
- Arpinia,
- Ascocalathium,
- Ascosparassis,
- Boubovia,
- Byssonectria,
- Boudierella,
- Chaetothiersia,[8]
- Chalazion,
- Cheilymenia,
- Cleistothelebolus,
- Dictyocoprotus,
- Eoaleurina,
- Galeoscypha,
- Genabea,
- Genea,
- Geneosperma,
- Geopora,
- Geopyxis,
- Gilkeya,
- Hiemsia,
- Hoffmannoscypha,[9]
- Humaria,
- Hydnocystis,
- Hypotarzetta,
- Jafnea,
- Kotlabaea,
- Lamprospora,
- Lasiobolidium,
- Lathraeodiscus,
- Lazuardia,
- Leucoscypha,
- Luciotrichus,
- Melastiza,
- Micronematobotrys,[10]
- Miladina,
- Moravecia,
- Mycogalopsis,
- Nannfeldtiella,
- Neottiella,
- Nothojafnea,
- Octospora,
- Octosporella,
- Orbicula (asignación incierta),
- Otidea (sinónimo con Otideopsis y Flavoscypha),
- Oviascoma,
- Parascutellinia,
- Paratrichophaea,
- Paurocotylis,
- Petchiomyces,
- Phaeangium,
- Pseudaleuria,
- Pseudombrophila,
- Psilopezia,
- Pulvinula,
- Pyronema,
- Pyropyxis,
- Ramsbottomia,
- Rhizoblepharia,
- Rhodoscypha,
- Rhodotarzetta,
- Scutellinia,
- Smardaea,
- Sowerbyella,
- Sphaerosoma,
- Sphaerosporella,
- Spooneromyces,
- Stephensia,
- Tarzetta,
- Tricharina,
- Trichophaea,
- Trichophaeopsis,
- Warcupia,
- Wenyingia,
- Wilcoxina